# بيتر سكوت مورغان
بيتر بومان سكوت مورغان (19 أبريل 1958 - 15 يونيو 2022) كان  منظِّراً تنظيمياً إنجليزيًا أمريكيًا ومستشارًا وعالمًا إداريًا. كان يعاني من مرض العصبون الحركي ووصف نفسه بأنه إنسان آلي.
في عام 2020، كان موضوع الفيلم الوثائقي للقناة الرابعة بيتر: الإنسان السايبورغ.

## النشأة والتعليم
ولد بيتر سكوت في 19 أبريل 1958. تلقى تعليمه في مدرسة كينجز كوليدج، ويمبلدون، حيث أصبح رئيسًا. حصل على درجة البكالوريوس في علوم الحوسبة ودكتوراه (1986) من كلية لندن الإمبراطورية في لندن والتي كانت أول دكتوراه يمنحها قسم الروبوتات في إحدى الجامعات البريطانية. كانت أطروحته «منهجية تقنية وإدارية للروبوتات: نهج لإدخال فعال من حيث التكلفة لتكنولوجيا الروبوتات في الصناعة مع إشارة خاصة إلى أنظمة التجميع المرنة». كان مهندسًا معتمدًا (CEng) ومحترف تقنية معلومات معتمد (CITP).

## الحياة الشخصية
كان سكوت مورغان وزوجه فرانسيس، زوجين منذ عام 1979، ودخلا شراكة مدنية في 21 ديسمبر 2005، حيث كانا أول زوجين في إنجلترا يقومان بذلك، في اليوم الذي أصبح فيه ذلك ممكنًا قانونيًا. بعد تسع سنوات في الساعة 8.30 صباحًا في 10 ديسمبر 2014، أصبحوا أول زوجين في إنجلترا يحولان شراكتهما بأثر رجعي إلى زواج. كانوا يعيشون في توركاي، ديفون.
توفي في 15 يونيو 2022، محاطًا بأسرته.